# Marty Walsh (politicus)
Martin Joseph (Marty) Walsh (Boston, 10 april 1967) is een Amerikaans politicus van de Democratische Partij. 
Van 6 januari 2014 tot 22 maart 2021 was hij burgemeester van Boston. Eerder was hij tussen 1997 en 2014 lid van het Huis van Afgevaardigden van Massachusetts. Van maart 2021 tot maart 2023 maakte hij deel uit van de regering van Joe Biden als minister van Arbeid.
Daarna nam hij de leiding over van de National Hockey League Players' Association (NHLPA), de vakbond van spelers in de National Hockey League.
- Gemeinsame Normdatei: 1224681002
- SNAC: w6mm746m
- Virtual International Authority File: 7073161030933823920007